# 高橋隆
高橋 隆（たかはし たかし、1941年4月5日 - ）は、秋田県大仙市出身の元騎手・元調教師。
義父に元調教師の大久保石松、義弟に元調教師の沖芳夫。長男の亮も元騎手で現調教師。

## 来歴
6人兄姉の次男として出生。実家は稲作と養鶏を営む兼業農家を生業としていたが、長女・四女がそれぞれ婿養子を貰い家業を相続。その背景から長男である謙治は家業を継がず、中学卒業後に家を離れ大阪・春木で騎手となる。運動を得意としていた隆はバスケットボール・野球などでその機敏さを発揮し、謙治の影響を受けて騎手を志すようになっていたが、運動神経の良さを見込まれ角館高校バスケット部より誘われた経緯から同校を受験し合格。「もし背が伸びてしまい騎手を断念するようなことがあればバスケットのコーチ・監督をやれたらいい」と当時考えていたが、角館高校への入学を間近に控えたその矢先に両親に何も告げず実家を出て京都へと向かう。謙治が関西にて隆を騎手にすべく奔走し、謙治の師匠である上村正行を通じ京都競馬場にて調教師をしていた大久保石松へと話を通し、その道を拓いていたためであった。このあと謙治は勝手に隆の進路を曲げたことを咎められ、両親から手酷い叱責を受けたという。1957年春に大久保の下へ弟子入りするも、体重が重すぎたことから長期養成所に入ることができず、短期講習生として騎手を目指すこととなった隆は、下乗りなどを経て1963年に騎手免許を取得。中京でのデビュー戦を勝利で飾るなど、24勝をマークした隆はこの年制定されたばかりの新人騎手賞を受賞と幸先のよい騎手スタートを切る。しかし繋駕速歩競走に重きを置く大久保石松厩舎の事情から繋駕免許を持たない隆の成績は初年度をピークに緩やかに下降、勝利数が2桁を割り込むころ中央競馬から繋駕競走は姿を消したが、その当時石松の元に猿橋重利が入門し目覚しい活躍を遂げたことから、隆はその存在感をさらに薄めることとなる。また、成績が下降線を辿るさなかにも重賞勝利を記録するなど少ないなりに数字を残していた隆は1970年、石松の三女と結婚、のちにJRA騎手デビューを果たす長男亮をもうけている。騎手として馬に携わり、やがて調教師を志すようになった隆は当時の心境を「一度好きな馬の世界に入ったら人間はそこから抜けられない、それ以外は考えられないものなんです」と語る。「調教助手はいつでもなれる、ならば受験してみよう」ということで現役時代から幾度も調教師試験に挑むも二次試験に阻まれるという事態を毎年繰り返していた隆であったが、騎手免許を維持するための騎乗数（年間60以上）を維持し、それと平行して試験勉強の時間を確保するのが難しくなってきたことから1989年2月をもって現役を引退。調教助手として引き続き石松を補佐しつつ、調教師を目指すこととなった。
現役を退き、時間を有効に使えるようになった隆は1年後の1990年調教師試験に合格、1991年3月今春に引退したばかりの義父石松の馬房を継ぐ形で開業、すでに技術調教師時代から石松厩舎の業務を代行してきた隆は仕事環境にさほどの変化はなくスタートを切れたという。3月2日に初出走も同年9月14日の初勝利まで半年を要するなど出だしに苦労し、「あれがなければ1年間未勝利で終わるんではないか」と隆を懸念させたが、翌1992年から2005年に駆け概ね勝利数を2桁に乗せ、この間重賞勝ちも記録するなど騎手・調教師双方にて成果を収めている。2006年以降は重賞勝利馬などの活躍馬を出すことはなく、年間1勝に終わる年もあるなど苦戦が続いたが、定年となる2012年まで調教師を続け同年2月29日を以って定年勇退、最終年度の同厩舎の勝ち鞍2勝はいずれも息子である亮の騎乗によるものであった。

## 騎手成績
|      | 1着 | 2着 | 3着 | 騎乗数 | 勝率 | 連対率 |
| ---- | --- | --- | --- | ------ | ---- | ------ |
| 平地 | 268 | 300 | 300 | 2869   | .093 | .198   |
| 障害 | 0   | 1   | 0   | 5      | .000 | .200   |
| 計   | 268 | 301 | 300 | 2874   | .093 | .198   |

|                | 日付           | 競走名               | 競馬場 | 馬名             | 頭数 | 人気 | 着順 |
| -------------- | -------------- | -------------------- | ------ | ---------------- | ---- | ---- | ---- |
| 初騎乗・初勝利 | 1963年3月2日   | アラブ4歳未勝利      | 中京   | ボストガロー     | -    | -    | 1着  |
| 重賞初騎乗     | 1963年9月24日  | タマツバキ記念（秋） | 京都   | サクシゲオー     | 15頭 | 7    | 9着  |
| 重賞初勝利     | 1964年3月8日   | アラブ大賞典         | 中京   | サクシゲオー     | 6頭  | 5    | 1着  |
| GI級初騎乗     | 1965年4月4日   | 桜花賞               | 阪神   | パシカリーム     | 23頭 | 11   | 15着 |
| GI級初勝利     | 1971年11月21日 | ビクトリアカップ     | 京都   | タイヨウコトブキ | 19頭 | 5    | 1着  |

### 主な騎乗馬
- サクシゲオー（1964年アラブ大賞典）
- パシカリーム（1966年金鯱賞）
- タイヨウコトブキ（1971年ビクトリアカップ、阪神牝馬特別）
- エリモローラ（1982年毎日杯）
- パッシングパワー（1988年金鯱賞）

## 調教師成績
|      | 1着 | 2着 | 3着 | 出走数 | 勝率 | 連対率 |
| ---- | --- | --- | --- | ------ | ---- | ------ |
| 平地 | 185 | 217 | 216 | 3353   | .055 | .120   |
| 障害 | 22  | 24  | 26  | 328    | .067 | .140   |
| 計   | 207 | 241 | 242 | 3681   | .056 | .121   |

|            | 日付           | 競馬場・開催  | 競走名           | 馬名           | 頭数 | 人気 | 着順 |
| ---------- | -------------- | ------------- | ---------------- | -------------- | ---- | ---- | ---- |
| 初出走     | 1991年3月2日   | 1回中京3日3R  | 4歳新馬          | サンジェゴ     | 13頭 | 13   | 6着  |
| 初勝利     | 1991年9月14日  | 3回中京3日1R  | アラブ3歳未勝利  | ユウファイブ   | 10頭 | 3    | 1着  |
| 重賞初出走 | 1992年10月25日 | 4回京都6日11R | ローズS          | ミスジョリアン | 13頭 | 6    | 9着  |
| 重賞初勝利 | 1996年3月31日  | 2回中山4日11R | クリスタルC      | キングオブケン | 16頭 | 7    | 1着  |
| GI初出走   | 1992年11月15日 | 5回京都4日10R | エリザベス女王杯 | ミスジョリアン | 18頭 | 14   | 17着 |

### 主な管理馬
- キングオブケン（1996年クリスタルカップ）
- シャイニンレーサー（1996年マーメイドステークス）
- マチカネワラウカド（1998年ウインターステークス・1999年白山大賞典、東海菊花賞）
- エリモカントリー（2005年京都ジャンプステークス・東京ハイジャンプ）